# Lepanthes jamesonii
Lepanthes jamesonii là một loài thực vật có hoa trong họ Lan. Loài này được Lindl. ex Rchb.f. mô tả khoa học đầu tiên năm 1856.